# Fenômeno sensorial
Os fenômenos sensoriais são sentimentos gerais, impulsos ou sensações corporais. Eles estão presentes em muitas condições, incluindo transtornos do espectro autista, epilepsia, neuropatia, transtorno obsessivo-compulsivo, condições de dor, síndromes tardias, e distúrbios de tiques.

## Em distúrbios de tiques
Os fenômenos sensoriais estão associados à síndrome de Tourette e aos transtornos de tiques, e são definidos como "sentimentos ou sensações desconfortáveis que precedem os tiques que geralmente são aliviados pelo movimento". Os tiques da síndrome de Tourette são temporariamente suprimidos e precedidos por um impulso premonitório que é semelhante à necessidade de espirrar ou coçar. Indivíduos descrevem a necessidade de tiques como o acúmulo de tensão em um local anatômico específico, que eles podem escolher conscientemente liberar, ou que é liberado involuntariamente. A presença de fenômenos sensoriais diferencia indivíduos com síndrome de Tourette mais transtorno obsessivo-compulsivo (TOC) de indivíduos com TOC isolado, e pode ser uma medida importante para agrupar pacientes ao longo do espectro do transtorno de TOC-Tourette.